# Wolseley 30/40
La 30/40 è un'autovettura di dimensioni medio-alte prodotta dalla Wolseley dal 1914 al 1915, e dal 1919 al 1921. Era, in sostanza, la versione più piccola della 50.
Il modello aveva installato un motore in linea a sei cilindri raffreddato ad acqua da 6.864 cm³ di cilindrata, che erogava una potenza di 40 CV. Erano disponibili due telai, che differivano dalle dimensioni. Uno aveva un passo di 3.531 mm, mentre l'altro di 3.683 mm. Di conseguenza, la lunghezza totale del veicolo era di 4.877 mm o 5.029 mm. La larghezza era la medesima, 1.803 mm. Il peso del telaio era di 1.422 kg.
Erano offerti tre tipi di carrozzeria, torpedo quattro posti, berlina quattro porte e landaulet quattro porte.
Nel 1915 la produzione si interruppe a causa dello scoppio della prima guerra mondiale. Nel 1919 l'assemblaggio riprese con un nuovo telaio da 3.759 mm di passo. La lunghezza ora era di 5.055 mm, mentre la larghezza di 1.778 mm. Grazie alle nuove dimensioni, la 30/40 diventò la nuova ammiraglia della gamma Wolseley del dopoguerra. Nel 1921 la produzione si interruppe definitivamente.